# 歐陽炯
歐陽炯（896年—971年），字不詳，益州华阳（今四川省成都市）人，中国五代十国后蜀的大臣，花间派词人。
父亲是唐朝的通泉县（今射洪县东南）令欧阳珏。生於唐昭宗乾寧三年（896年），欧阳迥早年事前蜀后主王衍，為中書舍人，蜀亡，歸後唐，为秦州（今甘肃省天水市）从事。孟知祥守成都，欧阳迥回到西川。后蜀建立，欧阳迥为中书舍人。广政十二年（949年），后主孟昶任命他为翰林学士，950年，欧阳迥知贡举、判太常寺。迁礼部侍郎，领陵州（今四川省仁寿县）刺史，转吏部侍郎，加承旨。961年，欧阳迥拜门下侍郎兼户部尚书、平章事、监修国史，成为宰相。965年，宋太祖灭后蜀，欧阳迥归宋朝，为右散骑常侍，俄充翰林学士，转左散骑常侍。善吹长笛，宋太祖曾召至偏殿吹奏。又工詞，風格極委婉之致，善寫女子意態。太祖開寶四年（971年），北宋灭南汉，他因祭南海之事，得罪了太祖的弟弟赵光义，以本官分司西京卒，年七十六歲，赠工部尚书。代表诗作：《贯休应梦罗汉画歌》、《题景焕画应天寺壁天王歌》。
郑振铎稱：欧阳炯“为《花间》里堪继温、韦之后的一个大作家。”
代表词作：
- 《巫山一段云》：春去秋来也，愁心似醉醺。去时邀约早回轮，及去又何曾。歌扇花光黦，衣珠滴泪新。恨身翻不作车尘，万里得随君。
- 《南乡子》：画舸停桡，槿花篱外竹横桥。水上游人沙上女，回顾，笑指芭蕉林里住。
- 《春光好》：花滴露，柳摇烟，艳阳天；雨霁山樱红欲烂，谷莺迁。
- 《西江月》：钿雀稳簪云髻绿，含羞时想佳期。脸边红艳对花枝，犹占凤楼春色。
- 《江城子》：晚日金陵岸草平。落霞明，水无情。六代繁华，暗逐逝波声。空有姑苏台上月，如西子镜，照江城。